# Aerodrom (Kragujevac)
Aerodrom é uma cidade da Sérvia localizado no distrito de Šumadija, na região de Šumadija. A sua população era de 232.449 habitantes, segundo o censo de 2002.